# Musée archéologique de Véria
Le Musée archéologique de Véria, en grec moderne : Aρχαιολογικό μουσείο της Βέροιας, est l'un des plus importants musées archéologiques de Macédoine, en Grèce. Il a été créé en 1965 dans un bâtiment construit spécialement à cet effet à Elia, l'un des plus beaux quartiers de la ville de Véria. Des découvertes allant du paléolithique à la période ottomane sont exposées dans ses trois salles.
Les découvertes néolithiques proviennent de Néa Nikomídia, qui serait l'une des plus anciennes implantations permanentes connue en Europe. Les découvertes de l'âge du fer proviennent du cimetière de Vergina.

## Collections

### Sépultures de l'époque classique
Dans la première salle, des vitrines contiennent une kalpis cinéraire en bronze du IVe siècle av. J.-C., un cratère cloche à figures rouges de type Kertsch du IVe siècle av. J.-C. et une reconstruction d'une tombe familiale creusée dans le roc à une seule chambre de la période hellénistique, fouillée à Véria. Diverses autres fenêtres montrent des groupes de trouvailles provenant de tombes, de sépultures et de tombes rupestres fouillés dans les cimetières du nord-est, du sud-est et du sud-ouest de Véria. Ces groupes illustrent le développement de la céramique et de la céroplastie de la fin du Ve à la fin du IIe siècle av. J.-C.

### Stèles hellénistiques
La deuxième salle contient principalement des pierres tombales et des reliefs hellénistiques et romains du Ier siècle av. J.-C. de la région de Véria. On notera en particulier la stèle avec la loi du Gymnasiarque, qui décrit comment l'enseignement moyen et supérieur était dispensé dans le gymnase de Véria, et le groupe de chasseurs et de sangliers qui fait partie de la décoration sculpturale d'un monument funéraire du IIIe siècle av. J.-C. de Vergina. Les stèles les plus remarquables sont celles de Paterinos Antigonou et Adea Kassandrou.

### Sculptures et reliefs d'époque romaine
La troisième salle contient des artefacts de la période romaine, notamment un buste inscrit du dieu fluvial Olganos du IIe siècle apr. J.-C., trouvé à Kopanos en excellent état. On trouve aussi un relief de tombe d'un mari et sa femme (IIe siècle apr. J.-C.), trouvé à Véria, des offrandes funéraires d'une tombe à ciste de l'époque romaine (IIIe siècle apr. J.-C.) et des figurines en terre cuite d'une ancienne tombe romaine.

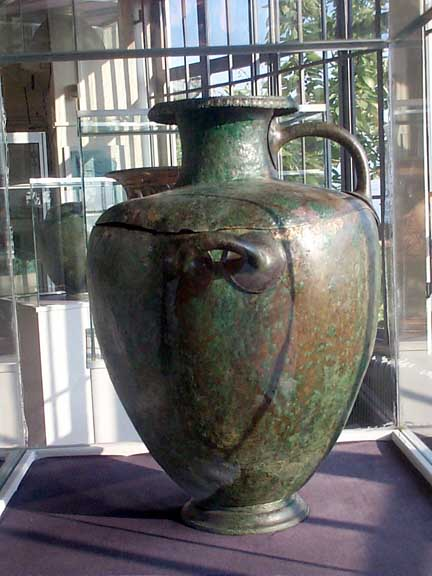
Hydrie en bronze de type kalpis, IVe siècle av. J.-C.
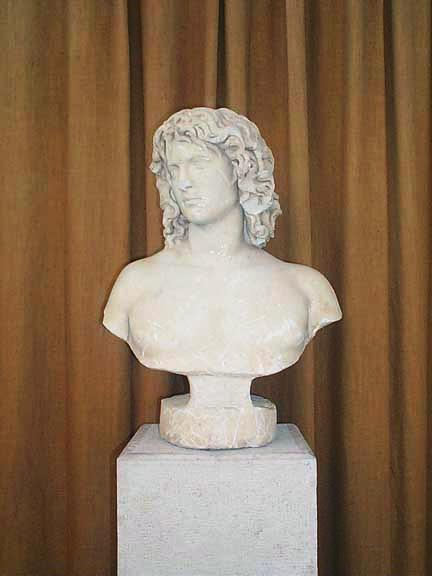
Le dieu fleuve Olganos
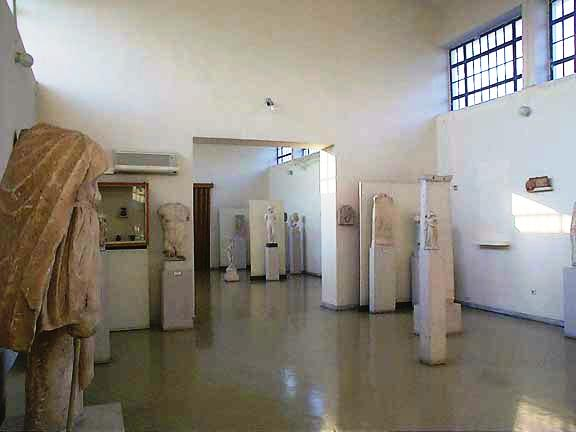
Salle de sculpture  hellénistique
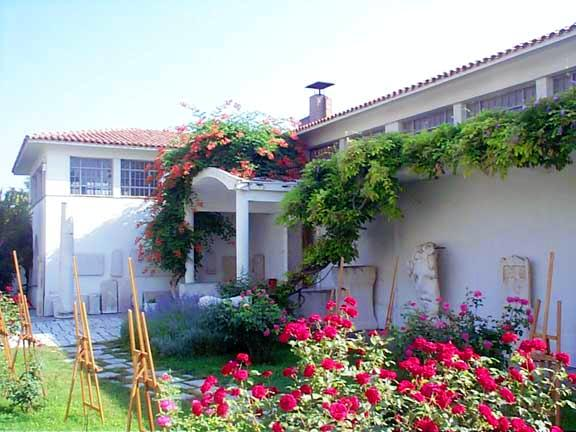
Exposition de plein air.

### Expositions dans le jardin et rénovation du musée
À l'extérieur du musée se trouvent des dizaines de sarcophages, stèles et statues, le plus impressionnant de tous étant une tête de Méduse, œuvre du IIe siècle av. J.-C.
Au cours des années 2020-2021, le Musée archéologique a subi d'importantes rénovations structurelles dans le bâtiment principal, ainsi que dans le jardin. Les artefacts qui se trouvaient dans le jardin ont été placés sur un mur nouvellement construit pour une meilleure visualisation.